# 王峰 (记忆大师)
王峰（1990年—），男，江西吉安人，中国记忆大师。

## 生平
毕业于吉安市白鹭洲中学，后考入武汉大学土地资源管理专业，参加袁文魁发起的武汉大学记忆协会，逐渐崭露记忆才能。参加2009年英国伦敦第18世界脑力锦标赛”，获得快速记忆扑克牌项目的世界冠军。

## 參與最强大脑節目
- 2014年以選手身份参加江苏卫视科学真人秀节目《最强大脑》。
- 2015年以選手身份再次参加《最强大脑》第二季[3]。
- 2017年以評委及選手身份再次参加《最强大脑》第四季
- 2018年以队长身份再次参加《最强大脑》第五季，並成為該季中國戰隊總隊長。
- 2019年以队长身份再次参加《最强大脑》第六季。